# Universidad Internacional del Ecuador
Die UIDE (Universidad Internacional del Ecuador) ist eine selbstfinanzierende Privatuniversität mit Sitz in Quito, Ecuador. Sie wurde 1992 von Marcelo Fernández gegründet.  Er ist ebenso Präsident des Verbandes der Privatuniversitäten Ecuadors (CEUPA). Verwaltet wird die UIDE von der Jorge Fernandez Stiftung, die aus Mitgliedern der Familie Fernandez besteht.
Im nördlich des Zentrums von Quito gelegenen Cumbayá-Tal wurde im Jahr 2002 der 33 Hektar große Campus eröffnet, an dem noch immer gebaut wird. Er beherbergt auch einen botanischen Garten sowie einen Golfplatz und Pferdeställe. Daneben bietet die Universität auch in Loja und Guayaquil einige Studiengänge an.
Die Universität bietet Studiengänge besonders aus den Wirtschaftswissenschaften (VWL, BWL mit Spezialisierungen) sowie in Rechtswissenschaft, Innenarchitektur, Informatik, Medizin, Zahnmedizin, Grafikdesign, Public Relations und Journalismus an.